# Inundatiemonument Vlissingen
Het inundatiemonument (1990) is een gedenkteken bij de Nederlandse stad Vlissingen, in de provincie Zeeland.

## Achtergrond
In 1990, een halve eeuw na de Duitse aanval op Nederland, werden op Walcheren vijf oorlogsmonumenten geplaatst in opdracht van de stichting Monumenten Walcheren 40-45. Initiatiefnemer was M.C. Verburg, lid van de Raad van State, die het idee naar voren bracht bij een herdenking in 1986 van 40 jaar droogmaking van Walcheren. Naast de heer Verburg hadden onder anderen de burgemeesters van de betreffende gemeenten en de dijkgraaf van het Waterschap Walcheren zitting in de stichting. Vier van de monumenten herinneren aan de inundatie van Walcheren in oktober 1944, waarbij dijken door de geallieerden werden gebombardeerd om Walcheren onder water te zetten en zo de positie van de bezetters te verzwakken. Deze monumenten werden gemaakt door Mari Boeyen (inundatiemonument Vlissingen), David van de Kop (inundatiemonument Veere), Steef Roothaan (inundatiemonument Ritthem) en Rudi van de Wint (inundatiemonument Westkapelle). Het vijfde monument, Een gestolde herinnering, dat herinnert aan het bombardement op Middelburg op 17 mei 1940, werd gemaakt door Sigurður Guðmundsson.
Kunstenaar Mari Boeyen maakte een tweedelig abstract monument, geplaatst op een ondergrond van keien. Over de relatie tussen de twee vormen zegt hij: "De Torso vorm is niet in figuratieve zin een tors, maar meer als reminiscentie, zoals die er tegelijkertijd ook is naar een harnasachtige vorm, die verwijst naar het zich wapenen, het zich teweerstellen, ook in geestelijke zin. Aan de andere kant geeft deze vorm, door zijn ligging, het bijna op zijn zij liggen, iets van hulpeloosheid, iets van dramatiek weer. In tegenstelling tot de Bloemvorm (o.a. zinnebeeld van de vergankelijkheid) die op zich een veel stabieler karakter heeft. (...) Beide elementen vormen als het ware achtergebleven omhulsels, als schelpen aan het strand, op de grens van water en land waar eens de bombardementen plaatsvonden." Het bronzen monument werd geplaatst op de Nolledijk bij Vlissingen. Op 4 oktober 1990 werden de inudatiemonumenten onthuld, het monument in Vlissingen werd onthuld door W. Aarnoutse, hoofdkantonnier bij het Waterschap Walcheren, die was betrokken bij de sluiting van de Nolledijk.